# Cayo Marina
El Cayo Marina (en inglés: Marina Cay) es una isla de las Islas Vírgenes Británicas en el Caribe.
Posee una superficie de 8 acres (32.000 metros cuadrados) que estuvo deshabitada hasta 1937, cuando el autor Robb White y su esposa Rosalie "Rodie" Mason se establecieron en la isla. Originalmente se establecieron en la cercana isla de Tórtola, en la que White había encontrado un problema de insectos que le resultó insoportable, por lo cual pasó semanas navegando durante el día en busca de un nuevo hogar en la isla.
Sus experiencias se detallan en sus memorias en "Bay Privateer" (1939), "Our Virgin Island" (1953), y "Two on the Isle" (1985).